# Maciej Pawlak
Maciej Matitjahu Pawlak (ur. 28 marca 1977 w Szczecinie) – polski rabin. Jest drugim – po Mateuszu Kosie – rabinem z Polski, który po 1989 ukończył wyższą uczelnię rabinacką.

## Życiorys
Urodził się w Szczecinie, w rodzinie pochodzenia żydowskiego. W latach 2002–2006 studiował na Isaac Elchnan Theological Seminary w Yeshiva University w Nowym Jorku, gdzie uzyskał ortodoksyjną smichę rabinacką. Wcześniej był gabajem synagogi im. Małżonków Nożyków w Warszawie oraz nadzorcą stołówki koszernej Gminy Wyznaniowej Żydowskiej w Warszawie. W latach 2016–2017 był dyrektorem polskiego przedstawicielstwa Fundacji Ronalda S. Laudera i dyrektorem naczelnym Zespołu Szkół Lauder-Morasha w Warszawie. Zastąpił na tym stanowisku pochodzącą ze Stanów Zjednoczonych Helise E. Lieberman. 23 lutego 2008 wszedł w skład Rabinatu Rzeczypospolitej Polskiej. Odbywał studia doktoranckie w Instytucie Judaistyki Uniwersytetu Jagiellońskiego. W 2017 wyemigrował do Stanów Zjednoczonych.
Jego żoną była Karolina (Hadassa Rywka) Buchwald, z którą ma dwie córki. Buchwald pochodzi z Warszawy, jednak na początku lat 90. wyemigrowała do Izraela, gdzie odbyła służbę wojskową w Siłach Obronnych oraz była wieloletnim wolontariuszem w Magen David Adom. W Stanach Zjednoczonych ukończyła dwukierunkowe studia (psychologia i judaistyka) w nowojorskim Lander College for Women. W 2006 wraz z mężem wróciła do Warszawy. Przez ponad 3 lata pracowała w attachacie wojskowym Ambasady Izraela i ukończyła z wyróżnieniem Wydział Psychologii Uniwersytetu Warszawskiego. Przed emigracją do Stanów Zjednoczonych była również doktorantką Instytutu Judaistyki Uniwersytetu Jagiellońskiego, współtwórczynią i dyrektorką Lauder e-Learning Schools Polska w Fundacji Ronalda S. Laudera oraz dyrektorką ds. PR i współpracy z zagranicą w Zespole Szkół Lauder-Morasha w Warszawie. Jest laureatką nagrody Moses & Hannah Hoenig Judaic Studies Award za wybitne osiągnięcia w nauce z dziedziny judaizmu w Touro College.